# Bengt Juusten
Bengt Söffringsson Juusten (Bengt Severinsson, använde endast sällan sitt släktnamn), död 23 september 1609, var en svensk amiral.
Bengt Juusten var son till kyrkoherden i Hauho Söfrin Persson Justen och brorson till Paul Juusten. Han var skeppshövitsman senast hösten 1567 och deltog 1568 i en av Henrik Arvidsson ledd flottexpedition till Danzig och tjänstgjorde även 1570 under denne. Våren 1573 var han verksam vid utrustandet av flottan som från Finland sändes för att återupprätta blockaden av Narva och deltog under den blockaden under sommaren. Han tjänstgjorde åtminstone 1575-1577 som slottsfogde på slottet i Reval. Sedan Henrik Arvidsson drunknat 1578 övertog Bengt Juusten hans post som underamiral och befälhavare för hans flotta. 1579 hade han kapat fientliga fartyg utanför Narva och under sommaren genomförde han ett misslyckat anfall mot staden. Sedan han under hösten 1579 underlåtit att understödja Henrik Klasson (Horn)s anfall mot Narva fråntogs han befälet över flottan och blev föremål för en långvarig utredning av riksrådet. Han förklarades senare skyldig men benådades 1581. 1582 blev Bengt Juusten befälhavare över den kexholmska skeppsflottan och ledde under sommaren operationer mot ryssarna på Ladoga. Han var den främste i det finländska ståthållaskapets förvaltningsråd och hade under Axel Stensson (Leijonhufvud)s frånvaro från 1587 en viktig roll i styrandet av Finandl. Bengt Juuseten utnämndes 1591 till riksens överste arklimästare och skötte bland annat transporten av artilleri från Finland till Ingermanland i samband med Clas Eriksson Flemings fälttåg mot Ryssland hösten 1591. Han adlades 1591 och utnämndes 1596 till häradshövding i Masku, Åbo och Björneborgs län. I konflikten mellan Sigismund och hertig Karl ställde Juusten sig på Sigismunds sida vilket gjorde att hans förläningar 1596 drogs in och 1597 fängslades han vid Åbo slotts kapitulation och fördes till Sverige. Han vittnade mot de åtalade vid Riksdagen 1600 i Linköping men hölls trots sitt samarbete fängslad fram till 1602. Hertig Karl var fortsatt misstänksam mot Juusten och kallade honom till sig 1603 och 1606, men verkar ha undgått att fängslas på nytt. Under Bengt Juustens fångenskap drabbades familjen av svåra ekonomiska problem. En av hans döttrar våldtogs även av en av hertig Karls knektar och en annan skall för 
1603 fick han order att upprätthålla blockaden av Riga och 1604 sändes han tillsammans med underamiralen Bengt Larsson att kontrollera farvattnen kring Narva. 
Bengt Juusten erhöll Olsböle i Tenala som förläning av Johan III 1579.